# Theorie vom eisfreien Nordpolarmeer

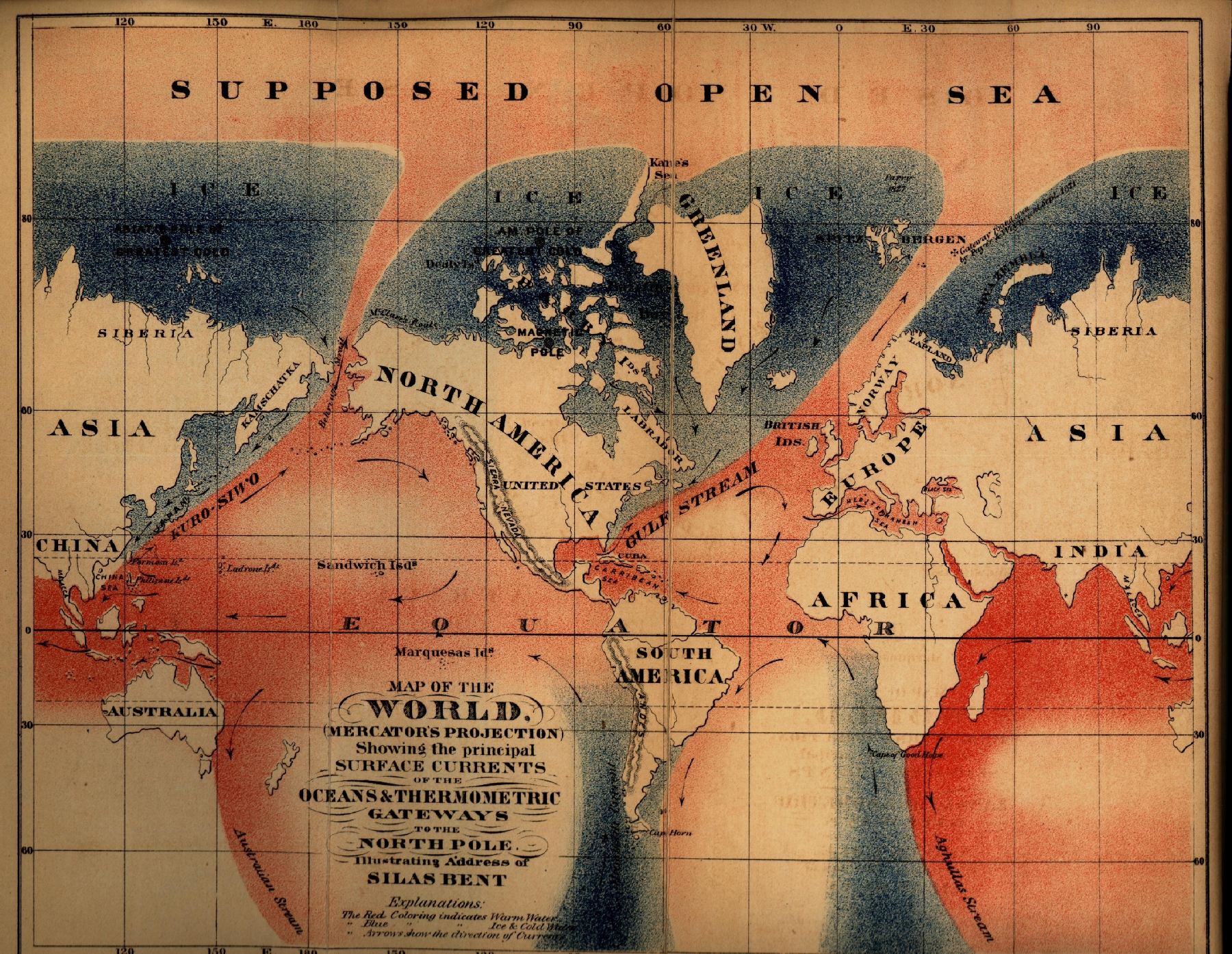
Karte mit der vermuteten offenen See am Nordpol

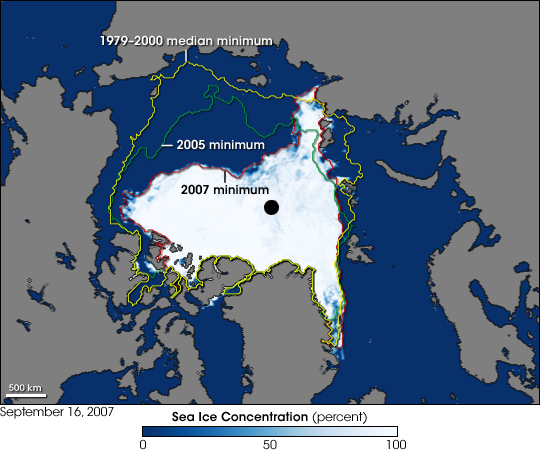
Die Ausdehnung der arktischen Eisfläche im Jahr 2007 im Vergleich zu früheren Jahren

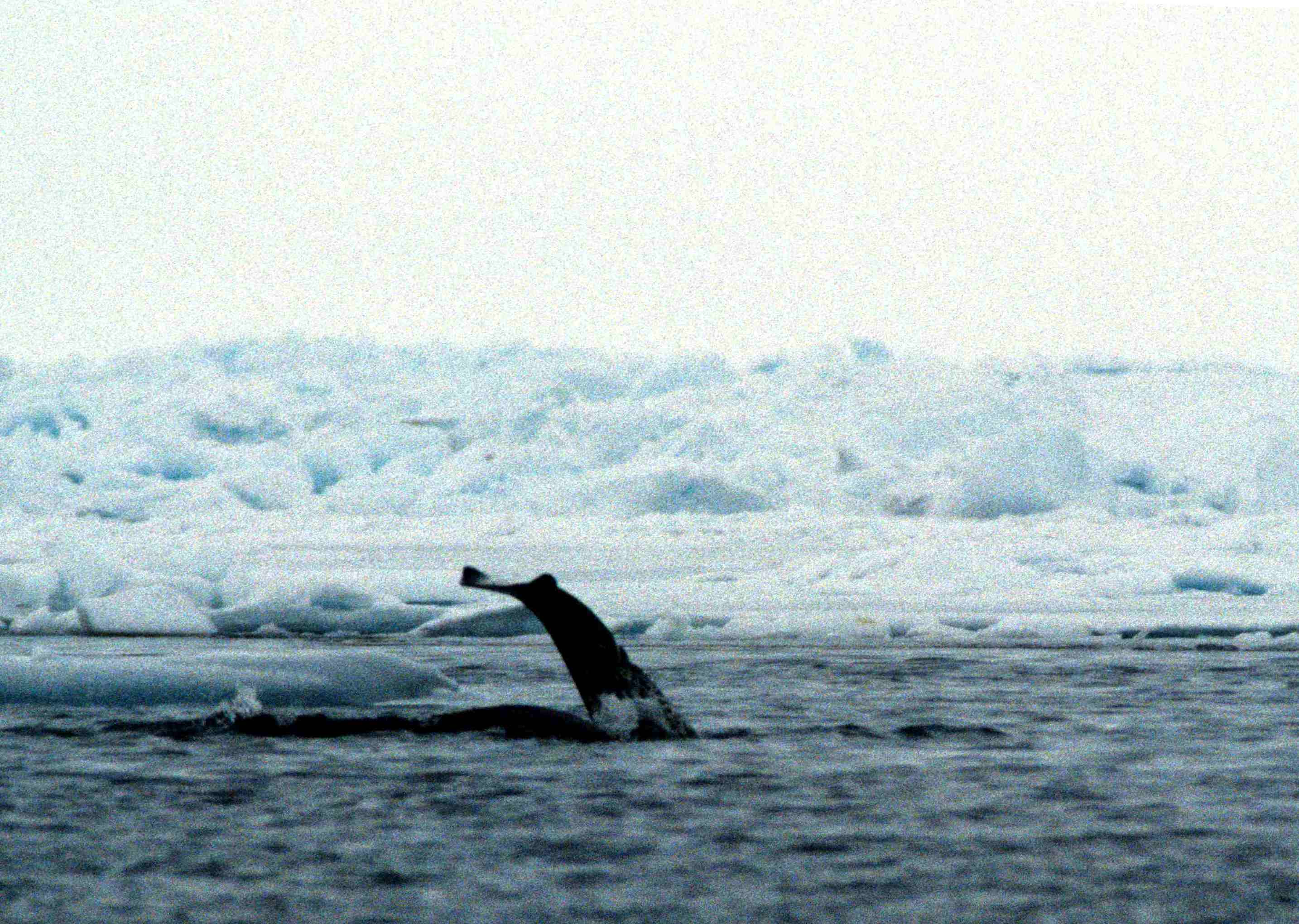
Fluke eines Narwals in einer Polynja in der Baffin Bay

Die Theorie vom eisfreien Nordpolarmeer war eine im 19. Jahrhundert populäre, gegen Ende desselben eindeutig widerlegte Theorie, welche besagte, dass rund um den Nordpol eine eisfreie, schiffbare Zone existieren sollte.

## Geschichte der Theorie
Die Ursprünge der Theorie gehen auf das 16. Jahrhundert auf Robert Thorne († 1527) zurück. Auch Willem Barents und Henry Hudson stützten ihre Expeditionen zur Entdeckung der Nordost- bzw. der Nordwestpassage auf diese Theorie.
Nachdem bis zur Mitte des 19. Jahrhunderts immer mehr Polarforscher auf ihren Expeditionen im Norden in der dicken Eisschicht des Arktischen Ozeans gefangen waren und ebenjene eine unüberwindbare Barriere für die damaligen Schiffe darstellte, geriet sie fast schon in Vergessenheit, ehe die Forscher Elisha Kent Kane, Isaac Israel Hayes und George W. DeLong bei ihren Expeditionen jenseits des 80. nördlichen Breitengrades vorgestoßen waren und mit ihren Berichten, eisfreie Zonen (heute als Polynjas bekannt) entdeckt zu haben, die Forscher ihrer Zeit aufhorchen ließen.
Kane und Hayes argumentierten, dass, da die Eisschollen durch deren Drift nach Süden wanderten, nahe dem Pol eine eisfreie Zone existieren müsse. Die Einfahrt in diesen schiffbaren Bereich des Nordpolarmeeres vermuteten sie über den Kennedy-Kanal, später durch den Robeson-Kanal, beide Teile der Nares-Straße, welche die Ellesmere-Insel von Grönland trennt und die Baffin Bay mit der Lincolnsee im Arktischen Ozean verbindet.
Matwei Gedenstrom vermutete die Einfahrt hingegen im Norden Sibiriens und stützte diese Theorie auf seine Expedition mit Jakow Sannikow. Die beiden waren zwischen 1808 und 1810 bei der Kartographierung der Neusibirischen Inseln auf große Polynjas gestoßen. Weiters beschrieben sie „Sannikow-Land“, eine unbekannte Landmasse nördlich der Kotelnyinsel, die von den beiden angeblich entdeckt wurde, aber nicht existiert, als eisfrei.
Weitere Argumente für die Theorie lieferte unter anderem die mittlerweile ebenfalls als falsch erwiesene Theorie, dass sich Meereis nur in landnahen Regionen bilde, nicht aber auf offener See. Da in der Nähe des Pols kein Land vermutet wurde, hätte dieses Gebiet eisfrei sein müssen.
Die Wissenschaftler Matthew Fontaine Maury und August Petermann, die sich im 19. Jahrhundert mit den Meeresströmungen befassten, argumentierten, dass warme Strömungen Richtung Norden, wie der Golfstrom und der Kuroshio, unter der Oberfläche ansteigen würden und das Poleis zum Schmelzen bringen würden.
Auch Temperaturmessungen zeigten, dass um den 80. Breitengrad die tiefsten Temperaturen gemessen wurden, was man auch durch die Beobachtungen von Tierwanderungen zu stützen suchte, da diese in den Norden wanderten, was die Wissenschaftler einen weniger lebensfeindlichen Raum jenseits des 80. Breitengrades erwarten ließ.
Letztlich glaubte man auch, dass die immerwährende Sonne (Mitternachtssonne) während des arktischen Sommers das Poleis zum Schmelzen bringen würde.
Als die Expeditionen Kanes, Hayes und DeLongs zum Beweis der Theorie scheiterten, schwand der Glaube an die Theorie vom eisfreien Nordpolarmeer. George Nares, dem es als erster gelang, die Naresstraße, vermuteter Eingang in die eisfreie Zone, bis in die Lincolnsee zu befahren, widerlegte die Theorie erstmals eindeutig, denn er fand nichts als noch mehr Meereis vor.
Endgültig widerlegt wurde die Theorie schließlich von Fridtjof Nansen und Otto Sverdrup, die mit der Fram von 1893 bis 1896 durch das Eismeer drifteten.
Hinsichtlich der Nordostpassage gelang der Österreichisch-Ungarischen Nordpolexpedition von Julius Payer und Carl Weyprecht 1874 der Gegenbeweis, als sie mit Kap Fligely auf dem Franz-Josef-Land den nördlichsten Punkt Eurasiens erreichten, jedoch nichts als Meereis vorfanden.

## Wirkung
Wenngleich die Theorie sich letztlich als falsch herausgestellt hat, so hat sie doch wesentlich zur Erforschung der Arktis beigetragen, denn angeregt von der Vorstellung einer relativ einfachen Möglichkeit, durch eine eisfreie Zone den Pol per Schiff zu erobern, wurden im 19. Jahrhundert zahlreiche Expeditionen ausgerüstet.
Heute erfährt die Theorie unter anderen Vorzeichen eine wissenschaftliche Wiederbelebung: Es wird wegen der globalen Erwärmung damit gerechnet, dass in den Sommermonaten größere Flächen des Polareises schmelzen könnten. Nach dem Rekordjahr 2007, einem im Durchschnitt zu warmen Jahr, gelang es 2008 einem Forschungsschiff, den Nordpol zu umfahren. Das noch vorhandene Eis konnte mit eigener Kraft durchbrochen werden. Auch im Sommer 2011 waren sowohl Nordwest- wie auch Nordostpassage schiffbar.